# Michael Lippert
Michael Lippert, también Michel Hans Lippert (24 de abril de 1897 - 1 de septiembre de 1969) fue un Standartenführer de las SS conocido por haber participado junto a Theodor Eicke en el asesinato de Ernst Röhm, comandante de las SA, el 2 de julio de 1934 posterior a la llamada Noche de los cuchillos largos.

## Breve biografía
Lippert nació como quinto hijo de Johann y Margaret Lippert el 24 de abril de 1897 en Schönwald, Alta Franconia, que se encuentra al este de Friburgo de Brisgovia en la Selva Negra. 	
Asistió a la Volksschule durante siete años y a la Fortbildungsschule durante tres años.
Tras el estallido de la Primera Guerra Mundial, Michael Lippert se ofreció para el servicio en noviembre de 1914 con el 1r Regimiento de Chevauleger del Rey bávaro Kaiser Nikolaus von Rußland (Núremberg), del III Cuerpo de Ejército de Baviera. Lippert sirvió tanto en los frentes occidentales como en los del este, y regresó a su hogar en octubre de 1917 con la decoración incluida de la Cruz de Hierro de segunda clase, la Cruz de Mérito de Guerra bávara Tercera Clase con Espadas (equivalente a la Cruz de Hierro de Primera Clase), Cruz de Guerra 1914/18, y el Honor al Mérito de Baviera dispositivo militar. 
Comenzó la formación de pilotos en la Segunda Escuela de vuelo en Neustadt, y recibió su licencia de piloto el 20 de octubre de 1918. Acabada la Primera Guerra Mundial, Lippert entró a trabajar en la industria de la cerámica.
Casado, y habiendo tenido un hijo en octubre de 1921, Lippert ingresó en la Policía de Baviera en Ratisbona, donde permaneció hasta febrero de 1929 como instructor de equitación, de montado y torneo. Su segundo hijo nació en 1922. 
El 15 de noviembre de 1931, Lippert ingresó en las SS con el número 2.968 y el grado de Subteniente, y fue asignado al Grupo del Sur, 2a Compañía, III Batallón, Regimiento de Calavera 31.º. 
El Regimiento 31 era uno de los muchos regimientos a los que se otorgó un nombre conmemorativo u honorífico asociado con miembros del Partido Nazi caídos durante el putsch de Munich o en la lucha contra el comunismo. 
Del 19 de junio al 5 de julio de 1933, Lippert asistió a un Curso de Oficial SS en la Deutsche Hochschule für Leibesübungen, llevado a cabo en Berlín-Grünwald en el Estadio Alemán.
Su principal actuación en las SS fue la ejecución sumaria del líder de las SA,  Ernst Röhm junto a Theodor Eicke, el 2 de julio de 1934, en la prisión de Stadelheim.
Tras el fin de la guerra, Lippert escapó a los Juicios de Núremberg. En 1957 solo fue llevado a la justicia por el asesinato del líder de las SA.

## Resumen de su carrera militar
Fechas de sus rangos
- Hauptwachtmeister der Landespolizei - 1920
- SS-Truppführer - 10 de marzo de 1931
- SS-Sturmführer - 15 de noviembre de 1931
- SS-Sturmhauptführer - 5 de agosto de 1933
- SS-Sturmbannführer - 9 de noviembre de 1933
- SS-Obersturmbannführer - 20 de abril de 1934
- Oberleutnant der Reserve (Luftwaffe) - 1 de diciembre de 1939
- SS-Obersturmbannführer der Reserve - 4 de enero de 1940
- SS-Standartenführer - 20 de abril de 1943

Decoraciones notables
- Broche de Rollo de Honor del Heer - 5 de enero de 1945
- Cruz de Hierro Primera Clase
- Cruz de Hierro Segunda Clase
- Insignia de Infantería de Asalto
- Broche por la Cruz de Hierro Primera Clase
- Broche por la Cruz de Hierro Segunda Clase
- Medalla de herido en plata
- SS-Anillo de Honor
- Cruz de Honor
- Insignia de Servicio en el NSDAP de Plata
- Insignia de Servicio en el NSDAP de Bronce
- Insignia de Reich alemán del Deporte de Plata
- Insignia de Equitación Alemán de Plata
- Espada de Honor Reichsführer SS
- Triángulo de Manga de Honor para Viejo Guerrero